# 悠 (人工鰭のウミガメ)
悠（ゆう）とは、神戸市立須磨海浜水族園で飼育されていたメスのアカウミガメである。“悠ちゃん”とも呼ばれた。野生下においてサメに両前肢（前ヒレ）を食べられた状態で保護された。のちに悠には“悠ちゃんプロジェクト”と呼ばれる「ウミガメ用の人工ヒレ開発プロジェクト」が開始され、人工ヒレの試作品が何モデルもテストされた。両前肢欠損のウミガメが人工ヒレによって元の遊泳力や元の生活を取り戻し、自然に帰れた成功例は存在せず、このプロジェクトが成功すれば、世界初となるとされたが、最終的には体の成長に人工ヒレが追いつかず、ヒレをつけない状態で飼育されていた。2019年9月26日、疾病に伴う衰弱のため死亡。

## 悠の保護
悠は、2008年6月25日に紀伊水道海域で漁網にかかったことによりみつけられたアカウミガメである。
捕獲時の悠は、体重約68キロ、推定年齢20歳の未成熟な個体であった。愛称の「悠」は11月16日に公募で決められた。
悠は発見直前にサメに襲われたらしく、両前肢が大きく欠損し、右前肢の約3分の1、左前肢の約2分の1が無い状態で、出血もあり、腹部にも幾つかのサメの歯型とみられる怪我を負っていた。
悠は漁師に助けられ、NPO法人日本ウミガメ協議会・会長で、東京大学・客員准教授の亀崎直樹の元に連絡が入った。
翌6月26日に、悠は神戸市立王子動物園に運び込まれ、止血などの治療をうけ、神戸でウミガメを保護する場所となっている神戸空港島西側（西緑地）人工ラグーンの「人工海水池」（神戸市中央区）に収容された。
その後、悠の傷は癒えた。ウミガメはヒレの再生能力が無いため、ヒレの欠損した部分はそのままである。ウミガメは11月頃、海水温が20度以下になると大阪湾より太平洋へと移動するため、悠を人工池で保護できるのは12月頃までであり、通常の場合、協議会に保護されたウミガメは再び海へ放流されるが、前ヒレの欠損した悠は遊泳力が通常個体の6割程度と不足しており、このため以後、人道的見地から保護が続行されることになった。
悠が保護されて半年後の12月になり、人工池の海水温が下がったため、“避寒”（越冬）のために、12月13日、日和佐うみがめ博物館（うみがめ博物館カレッタ：徳島県美波町）へと移送された。

## 悠ちゃんプロジェクトの発足
2008年、日本ウミガメ協議会は悠を保護している間に、沖縄美ら海水族館のハンドウイルカ「フジ」が2004年に欠損した尾びれに人工のひれをつけて遊泳力を取り戻したことをヒントに、悠に義肢 (Artificial Flipper) をつける試みを思いついた。
日本国内の幾つかの会社に問い合わせたをしたところ、義肢メーカーの「川村義肢」が興味を示し、義肢装具士らの協力が得られることとなった。
そして、翌2009年1月14日に、悠の人工ヒレプロジェクト（Artificial Flipper プロジェクト（AF プロジェクト）、英語:Yu-chan project ,
Yu project ,
The artificial-fins project ）の開始が決定した。
プロジェクトに必要な専門家（研究者や獣医師など）を集め、プロジェクトのメンバーは3月2日に初会合を開き、悠ちゃんプロジェクト（悠ちゃん義肢プロジェクト）はスタートした。
人工ヒレをウミガメに用いた例はアメリカに1例あるが、人工ヒレを用いるウミガメが野生復帰できた例は無く、野生復帰を目指す悠のプロジェクトが成功すれば世界初のことになる。
プロジェクトに集まったメンバーは、イルカの人工尾びれ開発で得た知見の提供を行う沖縄美ら海水族館の獣医師、人工ヒレの開発と製作を行う義肢メーカー関係者、ヒレの動きの情報収集と解析を行う大阪大学の研究者、ウミガメの行動記録による人工ヒレの評価を行う東京大学海洋研究所の研究者、看護技術・手法の開発を行う東京大学農学生命科学研究科の研究者、福祉分野からの助言を行うニチイ学館関係者、神戸における健康管理を行う神戸市立王子動物園の獣医師、避寒（越冬）先での飼育・健康管理を行う日和佐うみがめ博物館関係者のほか、神戸市立須磨海浜水族園や日本ウミガメ協議会の関係者である。

## 人工ヒレ開発の始まり

### モデル1号
2009年4月5日に、大阪大学チームは、前肢の健全なウミガメを比較対照に用いて、前肢の遊泳運動を解析するための画像を三次元撮影した。これは、水中でのウミガメの四肢の動きを探るために行われ、両ウミガメの側面からの撮影での運動解析（二次元運動解析）を行ったが、健常なウミガメ「照」に比較して、前肢を失った悠はそのヒレの軌道と捻り（ひねり）が違うことがわかった。
5月31日になると、悠は日和佐うみがめ博物館（徳島県美波町）から神戸空港人工ラグーン（人工池）に戻された。そして、人工池に放される際、東京大学海洋研究所チームによって、悠の背には加速度ロガーと4秒おきにウミガメの眼前の光景を撮影するカメラが取り付けられ、泳ぎのデータが記録された。この際、対照である健常な状態の、保護されたウミガメ（愛称は照：しょう）も用意され、悠と同様に加速度ロガーとカメラとが装着されて、悠と一緒に人工池に放たれ、比較に用いられた。
これらの機器は自動切り離し装置でウミガメから外れて6月2日に回収され、運動解析に用いられたが、以後プロジェクト内でしばしば、これらの装置を使って、ウミガメの遊泳運動の解析と評価が行われた。
悠の人工ヒレ作りは義肢メーカー「川村義肢」が行い、4月4日、悠が暴れないように大人三人がかりで保持しながら、石膏による前肢の型取りをした。義肢メーカーはカメの義肢作りについて「すべてが難しい。骨の割合も違うし、表面の状態も全然違う」と述べている。
義肢メーカーの技術者は仕事の合間に作業を行い、プラスチックや塩化ビニールを組み合わせた長さ約60センチのモデル1号を6月9日に完成させ、その装着試験が6月20日に行われた。
この時は、悠に人工ヒレを付けて泳がせて観察し、サイズが少し長かったので再び人工ヒレを調整して付け直し泳がすことを、一日かけて行い、データを集めた。無事に人工ヒレに慣れた様子の悠を見て、亀崎直樹は「割とうまくいったので、海に帰すという展望が出てきました」と語った。
モデル1号の試験結果をもとに、義肢メーカーは人工ヒレの改良を行い、新たに3モデル（2-4号）を用意し、それらは7月25日に装着試験した。この際、モデル1号試験のテレビ放送を見たクラレファスニング社から水に強い面ファスナー（ベルクロテープ）の提供もあって、装着試験は順調に行われ、悠の泳ぎも前回より格段に力強くなった。

### 第5モデルと蓐瘡
第1-4モデルで浮かんだ課題は以下の通りであった。
2009年9月8日、上記の試験結果を踏まえ、上腕で抑える部分に軟らかい素材を使用したり、メッシュでヒレを作ったり、ヒレの先端部は、より弾性のある素材で製作し、人工ヒレが外れないようにベルクロテープ（面ファスナー）はより強力なものが用いられ、第5モデルができあがった。
このモデルは9月10日に悠へ装着の試験と経過観察がなされ、そして9月12日にも大阪大学チームが水中での悠の動きを観察し、その後、義肢メーカーが装着感を確認した。また悠は9月12日の人工ヒレを用いて、前回よりも人工浜を力強く這うことができた。
悠は9月12日から10月14日までの期間、第5モデルを装着し続けた。関係者は、この長期間の装着試験が成功裏に終わったと感じたが、10月16日に行われたプロジェクトの会合では予想に反して、大阪大学のチームからは、悠は人工ヒレをつけると腕（前肢）の振りが小さくなってしまうこと、また、東京大学海洋研究所のチームからは、悠が人工ヒレをつけると遊泳スピードも遅くなってしまうことが報告された。
大阪大学チームが9月10日の神戸大学海事科学部の回流水槽などで行った観察は、左右の側面や下面の3方向から泳ぐウミガメ（悠と照）を撮影し、また人工ヒレをつけた状態の悠も同じく撮影し、のちに、3次元運動解析を行い、その解析結果は以下とまとめられた。
この原因は、以下のように考えられた。
このため、プロジェクトはまず、遊泳力が上がる人工ヒレ開発を目指すことになった。
12月5日、悠は新しいモデルを作るために両前肢基部の型取りを受けたのち、避寒（越冬）のため日和佐うみがめ博物館（徳島県美波町）へ移送された。悠は装着試験によって褥瘡（じょくそう）様の傷が生じてしまい、その治療のためしばらく養生することになった。
2010年3月17日に開かれた会合では、既に第6モデルの完成が報告されたが、悠の傷の治療が優先であるため装着試験は行わず、また4月24日には、悠を日和佐うみがめ博物館から神戸市立須磨海浜水族園の大水槽（波の大水槽）に移送したが、蓐瘡はまだ治療中であるため、ここでも人工ヒレの装着はなかった。その後の5月24日の会合でも悠は治療中と報告された。

### ジャケット懸垂型の登場
2010年5月24日になると、その日の会合で、東京大学海洋研究所チームから以下のような報告があった。
6月20日になると、悠は神戸空港人工ラグーン（人工池）に戻され、久しぶりに人工ヒレの装着テストが行われ、ついで7月19日の装着試験において、新しいタイプの人工ヒレを試験した。この7月19日の人工ヒレは、ウミガメの身体への負担を軽減させるために、ウミガメにボディジャケットを着用させ、ジャケットから人工ヒレをたくさんのチューブで繋いで懸垂する方式が用いられた（ジャケット懸垂型）。しかしこのモデルは、悠が海に入った瞬間に外れてしまった。
さらに改良されたモデルを用いて、9月11日に装着試験を行い、今度は人工ヒレが外れることはなかった。しかし、この人工ヒレは浮力のある素材であるため、水中で悠が“万歳”をしている格好となってしまい、悠がより動きやすい“動きしろ”の割り出しも課題となった。10月17日には改良した第8モデルの装着試験が行われ、12月4日になると、避寒（越冬）のために悠を神戸市立須磨海浜水族園に移送した。悠は、水族館の大水槽の中で、第7モデルなど今シーズン開発された人工ヒレを1週間ほど再び装着した。
12月12日にプロジェクトチームは装着試験と、会合とを行った。会合では、大阪大学のチームから、ウミガメの遊泳にはヒレの上下運動とひねり運動が重要であり、悠は人工ヒレ装着直後にひねり運動が悪くなると報告があった一方、東京大学海洋研究所のチームから「人工ヒレを装着した悠ちゃんが時間の経過とともに遊泳速度が上昇しているのでは？」という報告もあった。

### 大きなジャケット
翌2011年4月20日、水族館（水族園）の大水槽で、人工ヒレの装着試験が行われた。この人工ヒレはボディジャケットが前方にずれるのを防ぐため、胴の部分を10センチほど大きく作り、また、高性能の精密測定で体を測り、体にフィットするタイプのジャケットになった。生地は前回同様にネオプレーン生地である。しかし、ジャケットの浮力が強すぎ、また、悠の太ったためジャケットがフィットしすぎて脇が突っ張って前肢を動かしにくくなり、悠は全く潜水できず、溺れそうになった。
この試験の結果、「より水分がなじみやすい薄い生地に変更すること」や、「前肢の可動域を考慮したフィット状態にすること」が課題となった。
5月27日の装着試験では、第13モデルの人工ヒレが使われた。従来は、プラスチック性の硬い素材の人工ヒレだったが、第13モデルは、柔らかくしなやかな素材に替えられた。
この変更により、「以前のようなオールを漕いでいるような泳ぎから、水をとらえているようなしなやかに泳ぎになった印象」を受けたとメンバーは語っている。
ただ、悠の前肢の長さが左右異なることで泳ぎのバランスがよくなく、今後はこのバランスの悪さが「慣れ」とともに改善されるのかが、課題となった。
その後、悠へ人工ヒレを装着させたまま試験を続けたが、翌朝には左側の人工ヒレが外れてしまっていた。
6月23日に、次のモデルの装着プレ試験が行われ、左前肢の人工ヒレ内部に滑り止めが付いたタイプが作られたが、装着から1時間半でボディジャケットが裂けてしまった。
そして7月2日、神戸空港人工ラグーン（人工池）に悠を移動させ、装着試験をするが、この試験では悠は潜水する仕草はみせるものの、水面に浮いている時間が長く見られた。
その後の会合では「ジャケットによる浮力の問題なのか？」「ヒレ部分の浮力によるのか？」「浮力調整はヒレに慣れることによって改善されるのか？」が話題となり、今後の検証課題となった。
また、人工ヒレの形状が推進力を生み出す構造になっていない可能性が指摘され、ヒレ部分の形状と素材も課題となった。
なおこの時から、悠の行動から幸福度を評価するために、京都大学大学院人間・環境学研究科教授の阪上雅昭（宇宙物理学）がプロジェクトに加わることとなった。

### 長期装着へ
2011年7月2日以降、9日間も悠の人工ヒレは外れなかった。
次いで8月7日に装着試験が行われるが、悠の体重が87キロから81キロへと6キロも減ったため、首回りも細くなり、ジャケットの首から前肢がでて人工ヒレが脱げてしまう状態となり、急きょ、人工ヒレを懸垂するようにし、また、前肢をベルトで絞める形で装着した。ベルトで締め付ければ血行が悪くなり壊死するおそれがあるため、ボディジャケット作りの新たな課題となった。また、人工ヒレの部分の運動機能を考えた、しなやかな動きが生まれるヒレの開発も求められた。
そして改良された第14モデルで9月18日に装着試験が行われた。体重の変化に対応できるボディジャケットの改良は、今度は悠の体重が1キロ増えたために微調整にとどまったが、しなやかな動きを生み出す人工ヒレ部分の開発は、人工ヒレの先端部に切り込みを入れる工夫がみられた。その後約2週間、悠は無事に人工ヒレで過ごせた。
ついで10月2日に第15モデルの人工ヒレの装着試験が行われたが、この時の悠の体重は2週間で3キロも減っており、そのためボディジャケットの首回りが細く、緩くなっており、現場で微調整され、また2週間の予定で装着試験が開始された。ところが、今回の第15モデルは、2週間どころか1月半の間、外れることがなかった。

### 誰にでも装着できる人工ヒレに
長い期間人工ヒレをつける場合、しばしば人工ヒレを微調整しなければならず、いままでその作業は義肢メーカーしか行えないという課題があり、素人でも装着できる人工ヒレとして、真っ白なボディジャケットの第16モデルが用意された。
11月23日に悠を神戸市立須磨海浜水族園に移動させ、第16モデルの装着試験を行った。今回の改良点は「ジャケット生地の伸びを防ぐために生地をナイロンからポリエステルに変更したこと」、「これまで前肢にヒレを懸垂させる方法から体全体にヒレを懸垂させる方法にして、ヒレ装着を簡素化させたこと」である。しかし第16モデルは1時間程度でジャケットが裂けて人工ヒレが脱落し、課題を残した。
12月6日、誰にでも装着できる人工ヒレを目指し、第17モデルが投入され、義肢メーカー抜きでの装着試験が行われた。しかし1回目の装着に1時間もかかったものの、わずか3秒で右前肢が脱落した。次いで2回目の装着はその場での脱落こそ起こさなかったものの、翌朝には人工ヒレが完全に脱落した。このため一時、人工ヒレの取り付けは、義肢チームの技術がなければ難しいとも予想された。
しかし諦めず、誰にでも装着でき、また簡単に人工ヒレが離脱しないように、悠の甲羅に複数の面ファスナー（マジックテープ）をつけてボディジャケットを固定するタイプの第18モデルが用意され、12月23日に装着試験が行われた。ジャケットが甲羅に固定されたため、悠は泳ぎ始めることができたが、しかしジャケットを固定したことの副作用でジャケットの肩部分に負担がかかり、2時間半ほどでジャケットの肩部分が破けて人工ヒレは外れてしまった。ジャケットの強化に課題が示され、長期間、着用させることを考えていた義肢チームはリベンジに燃えた。
悠は翌2012年2月まで人工ヒレ無しでのんびりと過ごした。

## 幸せのヒレ探し

### 外れないヒレ
長期間脱落しないように改良された第19モデルの人工ヒレが完成した。
前回の試験の課題をふまえ、第19モデルは破れを防止するためにジャケットを少し緩めのサイズとしたり、肩部分の縫い目を変更した。また、面ファスナーによる甲羅への固定も行われた。2012年2月26日に装着試験が行われ、そのまま悠は人工ヒレの状態を保ち続けた。この人工ヒレは3月9日まで着用状態を保つことができ、また、人工ヒレが外れた瞬間の模様も、偶然、水族園職員が観察することまでできた。
ついで第20モデルが完成し、4月28日に悠への装着試験が行われた。第20モデルはボディジャケットをマジックテープで固定するタイプとなり、従来の発想の、ジャケットの長さで固定する方式は止めたため、裾の長さがそれまでの1/3にまで短くなった。このボディジャケットはボレロの様に見えることから、プロジェクトチームはこれをボレロ型、ボレロ型ジャケットと呼び、また、この工夫のため、より装着が容易なジャケットとなった。ほかに、動きが落ちている左前肢の対策に、左のヒレ部分にだけ、さらに「水掻き」を付け加え、右に比べて一回り大きくする工夫が施され、これにより、より“しなやかで推進力の高いヒレ”となり、悠はより力強く泳ぐことができるようになり、餌の魚を必死に追える状態になった。悠はそのまま人工ヒレを装着し続け、3週間を過ごした。
第21モデルの人工ヒレは、左前肢のみに人工ヒレをつけ、右前肢に人工ヒレが無いタイプとなった。これは右前肢が、左前肢に対して残存部分が多く、今までの観察から人工ヒレが無くとも水をとらえて泳ぐ様子が確認できていることからの発想で、そして左前肢の人工ヒレはさらに水を捕えやすい形状に改良されている。第21モデルは5月19日に装着試験が行われ、悠は以前のモデルよりも左右のヒレをバランスよく使って泳いでいるように見え、義肢チームに好感触を与えている。
また、外れない人工ヒレ作りに関しては、ジャケットを甲羅に面ファスナーで固定する方式によって、第21モデルで目標を概ね達成した。

### 幸せのヒレ探し
脱落しない人工ヒレ開発に続いて、次は、悠にとっての幸せのヒレ（生活の質の向上が得られる人工ヒレ）開発が課題となった。
「前回（第21モデル）から装着している左前肢のみに人工ヒレを装着し、残存部が多い右前肢はできる限りそのまま用いるのがよいか？」（左ヒレ装着型）という案と、「本来の左右対称の野生のヒレの形を考慮し、両前肢に人工ヒレを装着するのがよいか？」（両ヒレ装着型）という案が、論点となった。
これらの論点は第22モデルとして両方とも2012年6月2日に装着試験を行い、客観的なデータ収集が行われた。
2012年春に悠は交尾をし、エコー検査により悠に産卵の可能性がでたため、6月21日に人工ヒレでの歩行実験をした。その時の悠は体重103キロに達し、重そうで、歩行は健常個体より遅く感じられたが、歩行自体には問題が無かった。ただ、ボディジャケットの腹甲についた面ファスナーは外れてしまった。そして今後は産卵行動もできる人工ヒレ開発が課題となった。
悠は7月3日に神戸空港人工ラグーン（人工池）へ移送され、そして7月16日に第23モデルの装着試験が行われた。第23モデルの工夫は、より遊泳力を生み出すために左の人工ヒレをより厚くしたことと、産卵のために砂の上を歩いてもジャケットが外れないようにしたことである。この人工ヒレは8月5日までの20日間つけ続けることに成功した。
8月5日には今度は両前肢とも同じ形とサイズの第24モデルの装着試験が行われ、そして悠の遊泳速度などのデータ収集のためデータロガーを取り付けて人工池に放した。この第24モデルの連続装着は10月8日まで続き、2012年の目標としていた1か月以上の長期装着が成功した。2か月ぶりに悠を引き上げたところ、人工海水池で自由に過ごしたため、悠の人工ヒレはすっかり痛み、至る所に藻が生え、ボディジャケットの一部はすり切れていた。そして、悠には再びデータロガーが取り付けられ、人工ヒレに慣れた状態の悠の遊泳速度や深度のデータが収集された。
10月10日に悠は再び人工池から引き上げられ、今度は第25モデルをつけるために車で1時間ほどの義肢メーカー社屋に移送され、そこで義肢メーカーの技術者が悠に第25モデルを取り付けた。第25モデルは左前肢のみに人工ヒレを用いるタイプであり、悠は再び人工池に戻り、データ収集が行われた。
11月4日には第26モデルが装着された。第26モデルのヒレ部分は通常のウミガメのヒレよりも長いタイプで、より強力な推進力が出せるか試された。12月9日に悠を引き上げたが、水温が下がって行動が不活発となり、あまり泳いでいないようであった。そのまま悠は神戸市立須磨海浜水族園の大水槽に“避寒”（越冬）のために移送され、翌2013年2月まで人工ヒレ無しで過ごした。

### 遊泳速度
第26モデルが試された2012年11月4日、東京大学海洋研究所チームがその日の会合で、データロガーの解析結果を報告し、「ジャケット型の人工ヒレは付けても全然遊泳速度が上がっていなかった」とのべ、プロジェクトチームはショックを受けた。
「ジャケットによって、ヒレのひねり運動を阻害しているのでは？」あるいは、「ジャケットの素材による抵抗や浮力が問題では？」などの原因が指摘された。
また、新たな議論として、「これまで遊泳速度を向上させることを重要視してきたが、泳ぎの安定性が最も重要ではないか」という意見も出された。
ボディジャケットを着ることはウミガメの泳ぎにどんな影響を与えるのかを調べるために、同12月9日、悠と同じウミガメである「照雄」という対照個体にジャケット型の人工ヒレを装着させて泳がせ、その遊泳データを取る実験が行われた。一見すると、照雄はジャケットをつけていない時のほうが俊敏にすばやく泳いでいるように見えた。
2013年も引き続き、人工ヒレのヒレ部分の素材や形状に改良を加えて、よりよい人工ヒレを目指すことを目標に、2月11日、第27モデルの装着試験が行われた。第27モデルは、水を捉えやすいようなヒレを意識して、その素材をヒトがダイビングに用いるフィン（足ひれ）を用いた。しかし、第27モデルは装着から5時間後に人工ヒレが外れてしまい、翌朝に再装着したものの、その2日後の2月14日の夕方にはジャケットを固定している面ファスナーの外れが確認され、さらに翌2月15日に再々装着するが、これも放流直後にすぐ外れてしまった。しかしながら、第27モデルはこれまでになく悠に水を捉えた泳ぎ、すいすいとした泳ぎを与えたように見え、「今までは人工ヒレをつけてすぐダッシュで泳ぐことはなかった」との声もあり、メンバーは手ごたえを感じた。
第27モデルは左右のヒレのしなり具合が不均等だったと考えられ、そこを改良した第28モデルが3月20日に装着試験された。第28モデルもヒト用の足ひれであるが、うまく水を捉えているように見えた。ただ水を捉えられるヒレになれば、水の抵抗にヒレが耐えられず外れてしまうことも予想された。
また、この時期はウミガメの繁殖シーズンであり、悠の水槽にお見合い相手のオスを入れてすぐに、交尾活動の結果か、15日目の4月4日に第28モデルが外れてしまい、4月18日に再び装着するも、今度は13日目の5月1日に人工ヒレが壊れてしまった。5月1日の人工ヒレ脱落は、これまでの人工ヒレが外れたケースとは異なり、右ヒレの高ポリマー素材のヒレ部分の金具が壊れてボディジャケットから脱落したものであった。悠は5月1日以降、暫くの間、人工ヒレをつけないで過ごした。

### 山本化学工業の参加
ボディジャケットで泳ぎが遅くなっている問題の解決のために、トライアスロン（スイム）用のウェットスーツや、“高速水着”（競泳の水着）など、泳ぐための素材や商品の製造と開発を行う「山本化学工業」に打診したところ、協力が得られることになり、5月15日に義肢メーカー・川村義肢などのメンバーと共に、悠のジャケットの素材を議題とする検討会議が行われた。こうして、川村義肢は骨代わりとなるヒレ部位の基礎部分を担当し、山本化学工業がヒレを覆う素材や、体に装着するジャケット作りを受け持つことになった。
そして6月になると山本化学工業がボディジャケットを完成させ、6月5日に試着が行われた。この日は新しいジャケット部分のみの装着テストに留まったが、今回のジャケットは、水の抵抗を大幅に縮小させ、かつ伸縮性と耐久性に優れたウェットスーツ用の素材が提供されたことにより、これまでの課題であったジャケットによって増大する水中の抵抗と、前肢の可動域の阻害とが大きく改善されることが期待された。
7月15日には、予定通り、悠は神戸空港人工ラグーン（人工池）に移送されたが、その際に、第31モデルの装着試験がなされた。しかし、冬の間、水族館（水族園）で過ごした悠は、昨年夏の体重100キロから116キロへ、同甲長81.9センチから83.7センチに成長し、またそれに伴ってか、前肢の断端部の形状も変化したため、人工ヒレのサイズが合わず、すぐに外れてしまった。悠が大きく成長したので、新たに採寸と型取りが必要となり、悠は再び水族館（水族園）に移送され、7月25日に山本化学工業が体の採寸を、8月3日に川村義肢がヒレの型取りを行った。
8月12日には新たに採寸や型取りしたボディジャケットとヒレ部分とを試着してみたが、悠にフィットするサイズにはなっておらず、その場でサイズ合わせを行って、この日の試着を終了させた。課題は、「外れないように人工ヒレを装着すること」と、「両前肢周りの動きやすさを保つこと」であり、その両者のバランスが難しく、外れないように人工ヒレのバンドをきつく締めると、締め付けられた前肢を動かせなり遊泳に支障が出るが、逆にバンドの締め方が緩いとすぐに外れるのである。
川村義肢と山本化学工業の合作の第32モデルの装着試験は8月17日に行われた。第32モデルは無事に装着することができ、悠は海面上をこれまでにない速さで泳げたものの、しかし、なかなか潜水ができない結果に終わった。このため急きょ、悠は、観察がしやすい神戸市立須磨海浜水族園の大水槽に戻され、観察されることになった。なお、第32モデルは翌18日にはボディジャケットが破けて外れてしまった。

### ヒト用のフィン
9月15日に登場した第33モデルは、従来とは違う発想で、腕（前肢）にかぶせて人工ヒレを装着するタイプではなく、添え木のように腕（前肢）にのせてボディジャケットの上から固定するタイプが装着試験された。しかし、取り付けに時間がかかるうえに、しっくりいかず、泳ぎがぎこちないように見えた。問題点は、ヒレの部分が軽すぎることと、ヒレの「しなり」が不自然なことと考えられた。
この問題の解決に、人間用のフィンがちょうどよい重さを与え、水を捉えると考えられ、人のダイビング用のゴム製のフィンを整形してヒレ先にすることが議論された。
9月29日には、ヒト用のフィンを用いた第28モデルを再び使って、第28モデルを少し改良した人工ヒレで装着試験をおこなった。今回の課題は、悠の前肢の位置で、人工ヒレ未装着時（ニュートラル時）の前肢は、体より前側に垂れ下がるのに対し、人工ヒレ装着時の前肢は、体より背側に万歳をしているかのように位置するが、この違いが泳ぎの際に前肢の適正な可動域を阻害している可能性が指摘された。
悠はこのまま経過を観察され、5日後の10月3日まで無事に過ごし、川村義肢チームに装着具合のチェックを受けた。
次いで第34モデルは、本来のウミガメの前肢のつくりに近づける意図で、前肢の可動域を阻害しないように、ボディジャケットの前肢を覆う部分をやや尾側、腹側に向けて立体的に整形し、また、ヒレはちょうどよい重さで、かつ、しなりを与えるために、ヒレ部分の頭側を分厚く硬く、尾側に向かうにつれて薄くしなやかに加工したタイプとなった。10月13日の装着試験で、この第34モデルをつけた悠は、大水槽に入れた途端に「びゅんびゅん」泳ぎだし、また、数分後には大水槽の底にまで潜ったりした。

## 悠のお見合い

### 性別
悠の性別は、保護されてから9か月経った2009年4月にメスと判明した。甲長80cm以下のウミガメの性を外部形態から判別することは難しく、内視鏡を用いて体内の生殖腺を直接、観察する必要があるが、この手法の専門家である南知多ビーチランドの学芸員の手により検査が行われ、悠は麻酔をされたうえで、後肢の付け根から内視鏡を差し込まれ、その生殖腺が卵巣と確認された。

### お見合い
悠は捕獲3年目の2012年春から、プロジェクトの一環に、“素敵な一生を送ってもらう”ためとして、須磨海浜水族園でお見合いを行った。
悠は、保護された2008年当初は甲長73.7センチ、体重61.6キロであったが、2012年には甲長79.9センチ、体重97.1キロに成長した。
メスの悠が未成熟か成熟か、卵胞が発達したのかをエコー検査したがはっきりとはわからず、性成熟を確かめる意味もあって、3月24日にオス（1997年産、当時15歳、甲長88.9センチ、体重97.8キロ）とお見合いさせた。しかし、オスが悠を避け、また悠はオスを威嚇した。そして何事もなく2週間以上が経過した。
次いで、野性で捕獲した、成熟していると思われるサイズ（甲長85.2センチ）を4月17日に悠と一緒にしたところ、水槽に入れて1時間半後の14時40分頃に交尾行動が確認された。その交尾は一時間半ほど続いた。
6月21日、悠にエコー検査を行うと、お腹に発達した卵胞が確認されて、将来の産卵の可能性もでてきた。このため、人工ヒレでの歩行試験などをしてみたが、しかし7月3日、神戸空港人工ラグーン（人工池）に悠を移送した際に、再びエコー検査をしたが、卵殻のついた卵は確認されず、産卵の期待はしぼんだ。
翌2013年のお見合いは、4月4日に行われた。この時は、すぐには交尾に至らず、翌朝、人工ヒレが脱落していたことから、夜間のうちに交尾をしたものと推測された。この時の悠は甲長82.5センチ、体重106キロに成長し、相手のオスは高知県室戸岬で漁業によって捕獲・保護された甲長91.5センチ、体重109キロで、成熟の確認のためにオスの総排泄腔から体液を採取し、たくさんの精子が確認されている個体であった。
なお、アカウミガメが子孫を残せるようになる成熟年齢は栄養状態によって20-60年と幅があるとされる。

## 死亡
須磨海浜水族園本館屋上の小さな水槽で飼育されていたが、2019年9月20日、体が脱力し、衰弱が認められたためバックヤードの水槽へ収容された。展示はこの日が最後となった。9月26日、衰弱が進行。20時頃治療処置中に死亡を確認。死亡時ならびに解剖検査の所見として、重度の削痩および貧血、筋肉の融解、一部腹甲と皮膚に壊死が認められたと公表された。
2019年10月19日から11月3日まで本館3階悠ちゃんコスモスに献花台が設置された。

## 保護するにあたっての議論
2008年から悠を保護するにあたって、協議会では意見が大きく分けて3つに分かれた。
1つめは、悠がかわいそうなので助けたいという意見、2つめは、傷害を負っていてもウミガメは自然の一部なので、人間が手を入れるのはやめて海に帰すべきだという生態系を守る観点からの意見、3つめは、一匹のウミガメを寄付金を募って助けることがウミガメの保護につながるのかという疑問視する意見である。
日本ウミガメ協議会・会長の亀崎直樹は、ウミガメにも人工ヒレがあってもよいと考えるも、人間の考えをウミガメに押し付けることは望まず、悠が幸せかどうかも考える必要があるとしている。プロジェクトでは、悠のバイオリズムを観察して、悠の幸福度を測ることも行っている。
なお、悠を助けるための寄付金は、2009年4月4日の徳島県美波町立赤松小学校の3,4年生からの寄付など、2011年の時点で200万円届いた。